# 山陽地方
山陽地方（さんようちほう）は、日本の地域のひとつであり、本州の瀬戸内海側に位置する地方である。名称は五畿七道の山陽道にちなむ。

## 範囲
1. 兵庫県南西部から山口県までの本州瀬戸内海側（五畿七道に倣った本来の定義）
  - 五畿七道の山陽道に該当する地域。令制国では播磨国・美作国・備前国・備中国・備後国・安芸国・周防国・長門国の8国にあたる。現代では香川県の小豆郡と直島諸島は含まないことが多い。（こちらが一般的で、古代に出来た古い範囲）
2. 岡山県・広島県・山口県
  - 中国地方の瀬戸内海側。山陽道から兵庫県南西部を除いた範囲。令制国では上記8国から播磨国と備前国の一部を除いた範囲にあたる（近代に出来た新しい範囲）。

なお山口県北部（萩市、長門市、阿武町）を都市間のつながりや気候的類似性の点から山陰地方に含める場合がある。

## 特徴
平野部は瀬戸内海式気候である。夏は都市部を中心に猛暑日や熱帯夜になる日も少なくない。温暖なイメージとは異なり、冬は呉市や竹原市など沿岸の港町を除けば最寒月平均気温も2℃ - 4℃台と比較的寒く、東広島市や福山市などの都市部や瀬戸内市虫明など湾奥の港町でも冬日が多くなる。積雪は一冬に1–2回程度は起こるが、20cm以上の大雪になることは少ない。
また北部の山間部は日本海側気候の豪雪地帯であり、スキー場も数多くある。
山陽新幹線や山陽本線、国道2号などが幹線として東西を貫く。畿内と北部九州を結んでいるために、その交通網は日本第2の規模になっている。
太平洋ベルト地帯に属し、神戸市・明石市・加古川市・高砂市・姫路市・相生市・赤穂市（以上兵庫県）、備前市・瀬戸内市・岡山市・玉野市・倉敷市・浅口市・笠岡市（以上岡山県）、福山市・尾道市・三原市・竹原市・東広島市・呉市・広島市・廿日市市・大竹市（以上広島県）、岩国市・柳井市・光市・下松市・周南市・防府市・山口市・宇部市・山陽小野田市・下関市（以上山口県）といった臨海工業都市などが帯状に分布している。
山陽地方は、概して山陽本線・国道2号沿いの隣接市町村との間での交流が目立つが、岡山県以東では京阪神、下関市・宇部市など山口県西部では九州との交流も活発である。また、瀬戸大橋を介した岡山県と香川県の間の交流（東瀬戸経済圏）や、西瀬戸自動車道や高速船を介した広島県と愛媛県の間の交流も見られる。

## 主要都市

### 政令指定都市
1. 神戸市（兵庫県・人口148.9万人・神戸都市圏中心都市・県庁所在地）
2. 広島市（広島県・人口117.6万人・広島都市圏中心都市・県庁所在地）
3. 岡山市（岡山県・人口71万人・岡山都市圏中心都市・県庁所在地）

### 中核市
1. 姫路市（兵庫県・人口51.7万人・播磨都市圏中心都市）
2. 倉敷市（岡山県・人口46.5万人・岡山都市圏）
3. 福山市（広島県・人口44.7万人・備後都市圏中心都市）
4. 明石市（兵庫県・人口30.6万人・神戸都市圏）
5. 下関市（山口県・人口23.8万人・関門都市圏）
6. 呉市（広島県・人口19.5万人・呉都市圏）

### 施行時特例市
1. 加古川市（兵庫県・人口25.4万人・播磨都市圏）

### 人口10万人以上の都市
1. 山口市（山口県・人口18.8万人・山口都市圏・県庁所在地）
2. 東広島市（広島県・人口19.8万人・広島都市圏）
3. 宇部市（山口県・人口15.5万人・関門都市圏）
4. 周南市（山口県・人口13万人・周南都市圏）
5. 尾道市（広島県・人口12.2万人・備後都市圏）
6. 岩国市（山口県・人口12万人・岩国都市圏）
7. 防府市（山口県・人口11.2万人・山口都市圏）
8. 廿日市市（広島県・人口11.2万人・広島都市圏）

### 人口5万人以上の都市
1. 三原市（広島県・人口8.5万人・備後都市圏）
2. 高砂市（兵庫県・人口8.4万人・播磨都市圏）
3. たつの市（兵庫県・人口7万人・播磨都市圏）
4. 三木市（兵庫県・人口7.1万人・神戸都市圏）
5. 総社市（岡山県・人口6.9万人・岡山都市圏）
6. 山陽小野田市（山口県・人口5.7万人・関門都市圏）
7. 玉野市（岡山県・人口5.2万人・岡山都市圏）
8. 下松市（山口県・人口5.5万人・周南都市圏）
9. 光市（山口県・人口4.7万人・周南都市圏）
10. 安芸郡府中町（広島県・人口5.1万人・広島都市圏）

※人口は、2025年5月1日推計人口の1000人台以下を四捨五入した数値。日本の市の人口順位、日本の町の人口順位参照。

## 交通

### 鉄道
JR西日本
- 山陽新幹線
- 山陽本線
- 赤穂線
- 加古川線
- 姫新線
- 播但線
- 瀬戸大橋線
- 津山線
- 伯備線
- 福塩線
- 芸備線
- 可部線
- 呉線
- 岩徳線
- 山口線
- 宇部線
- 美祢線
- 小野田線
- 山陰本線

私鉄・公営・第三セクター等
- 山陽電気鉄道
- 神戸高速鉄道
- 神戸市営地下鉄
- 北神急行電鉄
- 神戸電鉄
- 岡山電気軌道
- 水島臨海鉄道
- 井原鉄道
- 広島電鉄
- アストラムライン

### 主な道路
高速道・有料道
- 山陽自動車道
- 中国自動車道
- 瀬戸中央自動車道
- しまなみ海道

幹線国道（対東西・四国）
- 国道2号
- 国道30号
- 国道317号

連絡線国道（対山陰）
- 国道53号
- 国道54号
- 国道180号
- 国道184号
- 国道186号
- 国道262号
- 国道313号（ロマンチック街道313）
- 国道375号

## 山陽を冠した企業
- 山陽電気鉄道（兵庫県の私鉄会社）
- 山陽百貨店（山陽電気鉄道グループ。兵庫県姫路市にある百貨店）
- 山陽特殊製鋼（兵庫県姫路市に本社を置く特殊鋼のメーカー）
- 山陽色素（兵庫県姫路市に本社を置く顔料のメーカー）
- 山陽新聞（岡山県の新聞社）
- RSK山陽放送（略称RSK。岡山県に本社を置くテレビ・ラジオ兼営の放送局。テレビはTBS系列に属し、岡山県と香川県を放送対象地域とする）
- 山陽自動車学校（広島県福山市の自動車教習所）
- 山陽病院（広島県福山市の総合病院）
- 山陽染工（広島県福山市の繊維会社）
- 山陽商船（芸予諸島を航行するフェリーや高速船の運営会社のひとつ）
- 山陽乳業（広島県三原市の乳製品製造・販売会社）

過去
- 山陽電気軌道（現：サンデン交通）
- 山陽鉄道（明治期の私鉄）
- 山陽相互銀行（現：トマト銀行）
- 山陽コカ・コーラボトリング（現：コカ・コーラボトラーズジャパン）
- 山陽マルナカ（スーパーマーケット、後のマックスバリュ西日本→現在はフジ）

## 方言
- 近畿方言 - 兵庫県旧播磨国域
- 中国方言（山陽方言）
  - 東山陽方言 - 岡山県、広島県東部
  - 西中国方言 - 広島県西部、山口県